# Michael Worth
Michael Troy Worth (ur. 13 stycznia 1965 w Filadelfii) – amerykański aktor, scenarzysta, reżyser, producent filmowy, zawodnik taekwondo i kaskader.

## Życiorys

### Wczesne lata
Urodził się w Filadelfii. Pochodzi z rodziny niemieckich marynarzy i północnoamerykańskich Indian Tubylczów Amerykanów. Jako dziecko dorastał koło Zatoki Chesapeake, zanim przeprowadził się z rodzicami do Północnej Kalifornii. W wieku 10 lat z kamery super-8 mm nakęcił swój pierwszy film zatytułowany Opona (The Tire). Jako nastolatek kontynuował realizację filmów krótkometrażowych i projektów na wideo, w tym Ropuchy wojownicy (The Toad Warriors) i Niezdrowa masakra Berkeley (The Berkeley Junk Food Massacre). Mieszkając ze swoim psem w samochodzie ciężarowym przez pół roku w Los Angeles oszczędzał pieniądze, podejmował prace dorywcze i prace budowlano-konstrukcyjne, by wdrapać się na hollywoodzką drabinę.

### Kariera
Michael Worth zdobył czarny pas w tangsudo pod Joeya Escobara, dawnego trenera Chucka Norrisa. Trenował filipińskiej sztukę walki escrima i Jeet Kune Do pod kierunkiem Dana Inosanto, dawnego ucznia Bruce’a Lee. Otrzymał dyplom instruktora od Jerry’ego Poteeta, z którym pracował za kulisami nad choreografią walki do filmu Smok. Historia Bruce’a Lee (Dragon: The Bruce Lee Story, 1993) z Jasonem Scottem Lee. Studiował aktorstwo z Charlize Theron pod kierunkiem Ivany Chubbuck. Był modelem do ciała dla Charltona Hestona na plakacie do nowej wersji Planety Małp.
Joseph Merhi i PM Entertainment zaangażowali go u boku Lorenzo Lamasa i Kathleen Kinmont w filmie sensacyjnym Decydujące uderzenie (Final Impact, 1992). Potem był ekranowym partnerem Dennisa Fariny w dramacie sensacyjnym Przestępstwa uliczne (Street Crimes, 1992). Otrzymał główną rolę w filmie akcji Być najlepszym (To Be the Best, 1993) z udziałem Vince’a Murdocco, Phillipa Troya, Martina Kove'a i Arta Camacho, który również opracował choreografię walk.
Przez cztery sezony (1993-94, 1998-99) grał postać Thomasa "Tommy’ego" Chase’a w serialu Brygada Acapulco (Acapulco H.E.A.T.). Był kandydatem do roli Robina w filmie Joela Schumachera Batman Forever (1995), lecz ostatecznie na planie pełnił funkcję kaskadera, a postać tę zagrał Chris O’Donnell.
Odegrał główną rolę żołnierza imieniem Casey w filmie akcji Oddział specjalny: Wyspa śmierci (U.S. Seals II, 2001). Wystąpił u boku Billy’ego Drago i Seana Patricka Flanery’ego w horrorze Scotta Ziehla Łowca demonów (Demon Hunter, 2005).
Uznanie zdobył jako scenarzysta i reżyser niezależnego dramatu kryminalnego Killing Cupid (2005) z Lorenzo Lamasem i Jeffem Fahey. Michael Worth został nominowany w kategorii najlepsza reżyseria na ‘Action On Film’ Film Festival w 2005 otrzymał nagrodę na Hollywood Documentary & Fiction Festival w 2006.

## Życie prywatne
Spotykał się z Alison Armitage, Leeann Tweeden, Justiną Vail, Christą Sauls (1991), Eriką Nann (1994-99) i Jenyą Lano (2002).

## Filmografia

### Filmy fabularne
- 1992: Decydujące uderzenie (Final Impact) jako Danny Davis
- 1992: Przestępstwa uliczne (Street Crimes) jako Tony
- 1993: Być najlepszym (To Be the Best) jako Eric Kulhane
- 1995: Żelazne pięści (Fists of Iron) jako Dale Hartwell
- 2001: Oddział specjalny: Wyspa śmierci (U.S. Seals II) jako Casey Sheppard
- 2005: Łowca demonów (Demon Hunter) jako policjant
- 2015: Jurajski atak (Jurassic Attack) jako Profesor Roxton

### Seriale TV
- 1993-94: Brygada Acapulco (Acapulco H.E.A.T.) jako Tommy Chase
- 1995: Marker jako Clint
- 1995: Diagnoza morderstwo (Diagnosis Murder) jako Szeregowy Mark Hansen
- 1995: The John Larroquette Show jako Uri
- 1998: Niebieski Pacyfik (Pacific Blue) jako Mike Thacker
- 1998: Conan jako Drakk
- 1998-99: Brygada Acapulco (Acapulco H.E.A.T.) jako Tommy Chase
- 2005: Podkomisarz Brenda Johnson jako Jason Murphy
- 2005: Diabli nadali jako Owen
- 2006: Jednostka (The Unit) jako
- 2009: Gotowe na wszystko (Desperate Housewives) jako Instruktor samoobrony
- 2011: CSI: Kryminalne zagadki Nowego Jorku (CSI: NY) jako Lucius Woods